# Старая гвардия Ленина (радиостанция)
«Старая гвардия Ленина» (Конкордия V) — одна из нескольких тайных радиостанций сети нацистской пропаганды, начавшая действовать с началом вторжения Германии в СССР и направленная на «идеологическое разоружение» советских граждан.

## Краткое описание
Станция выполняла задачу защиты «старых ленинских принципов». Её политическое направление определялось Министром пропаганды Германии Йозефом Геббельсом как «троцкистское».
«Предполагалось, что немецкая пропаганда, ведущаяся от лица антисталинской оппозиции, вызовет новый вал репрессий в Советском Союзе, в том числе и в органах государственной безопасности. Также не исключалась возможность провоцирования в советском тылу антиправительственных выступлений», — отмечается в исследовании, посвященном радиостанции.
Авторами передач и дикторами передач были член антисоветского эмигрантского Национально-трудового союза нового поколения (НТНСП, впоследствии — НТС) М. В. Тарновский, бывший сотрудник газеты «Известия» Н. Н. Минчуков, полковники А. Г. Нерянин, Ю. М. Ниман и А. Ф. Ванюшин, инженер С. П. Морозов и даже Эрнст Торглер и Карл Альбрехт. В передачах радиостанции часто приводились выдержки из ленинского «Письма к съезду», в котором, среди прочего, давалась критика генерального секретаря ЦК РКП(б) Иосифа Сталина.
По общепринятой классификации подобное вещание относится к так называемой «черной» пропаганде — передаче политическим противником информационных сообщений, исходящих из анонимного или ложного источника. Бурный рост фальшивых подпольных («черных») радиостанций, которые идентифицировали себя со страной, на которую вели передачи, на самом деле действуя с вражеской территории и под руководством противника, был вызван началом Второй мировой войны.

## Группа «Конкордия»
Наряду с другими нацистскими передатчиками, вещавшими на зарубежные страны, станция входила в особую группу под кодовым названием «Конкордия». Руководил группой «Конкордия» Курт Кизингер, сотрудник Министерства иностранных дел, с 1943 года занимавший пост заместителя руководителя политического отдела МИДа Германии в Берлине; после войны он стал канцлером ФРГ.
Против СССР работала ещё одна станция группы «Конкордия» — «За Россию» (Конкордия G), выступавшая против «большевиков» с целью спровоцировать межнациональные трения. Её возглавлял Алекс Бирк, живший до 1938 года в Эстонии.
Общее руководство русскими «чёрными» радиостанциями было возложено на Тауберта и Янковскую[кто?], в 1918 году бежавших из России.
Основная масса «чёрных» радиостанций предназначалась для западной аудитории. Действовали «Радио Каледония», нацеленное на шотландских националистов, радиостанция «Христианское движение за мир», нацеленная на христианских пацифистов, и Workers' Challenge, якобы была британская коммунистическая или социалистическая радиостанция, призывавшая британских рабочих объявить забастовку против капиталистов, на которых они работали.